# Snap-on
Snap-on est une entreprise américaine d'outillage fondée en 1920.

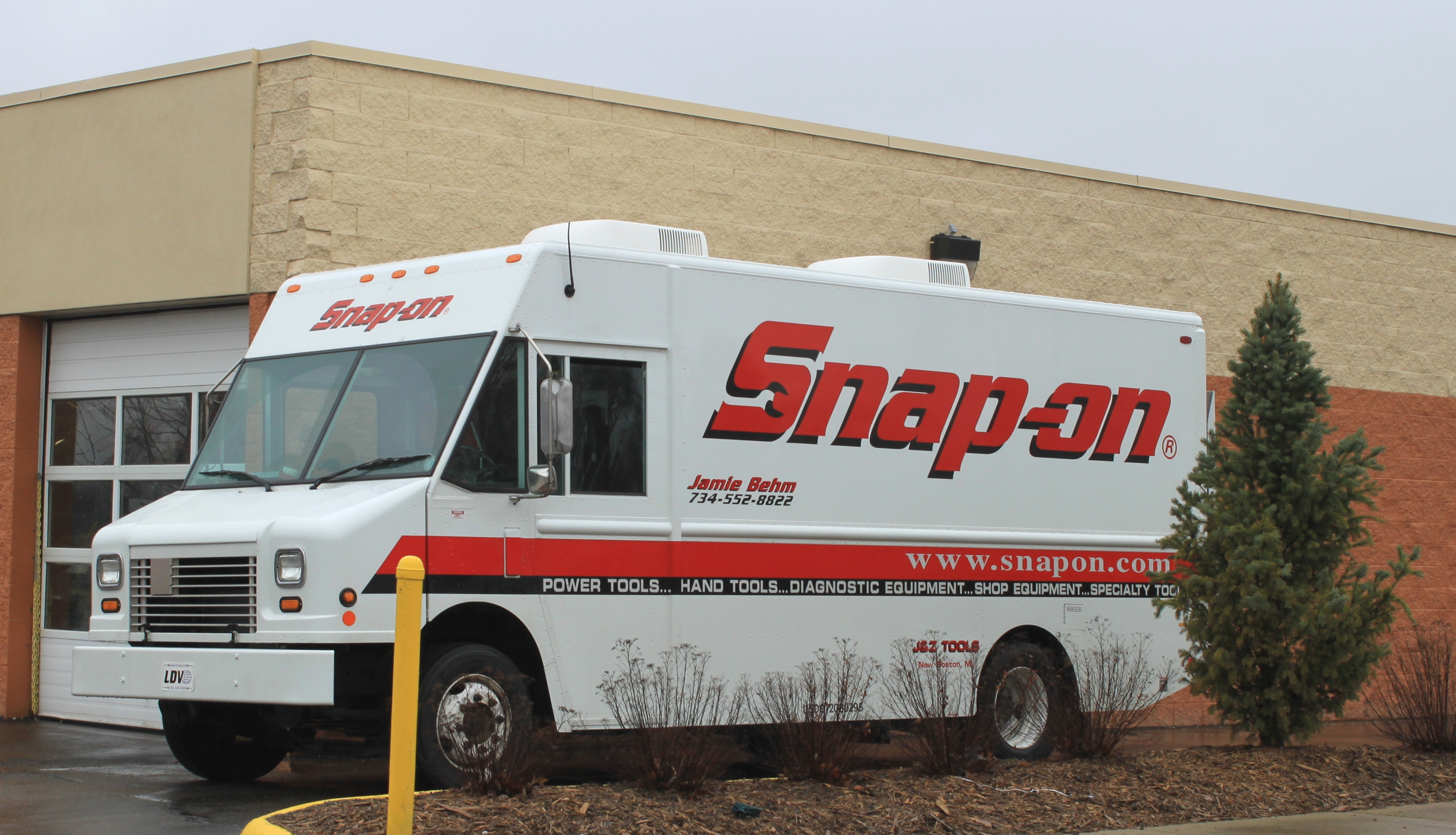
Camionnette de concessionnaire sans rendez-vous Snap-on, Westland, Michigan

L'entreprise possède les filiales Bahco, CDI Torque Products et J.H. Williams Tool Group.